# Irène Schweizer

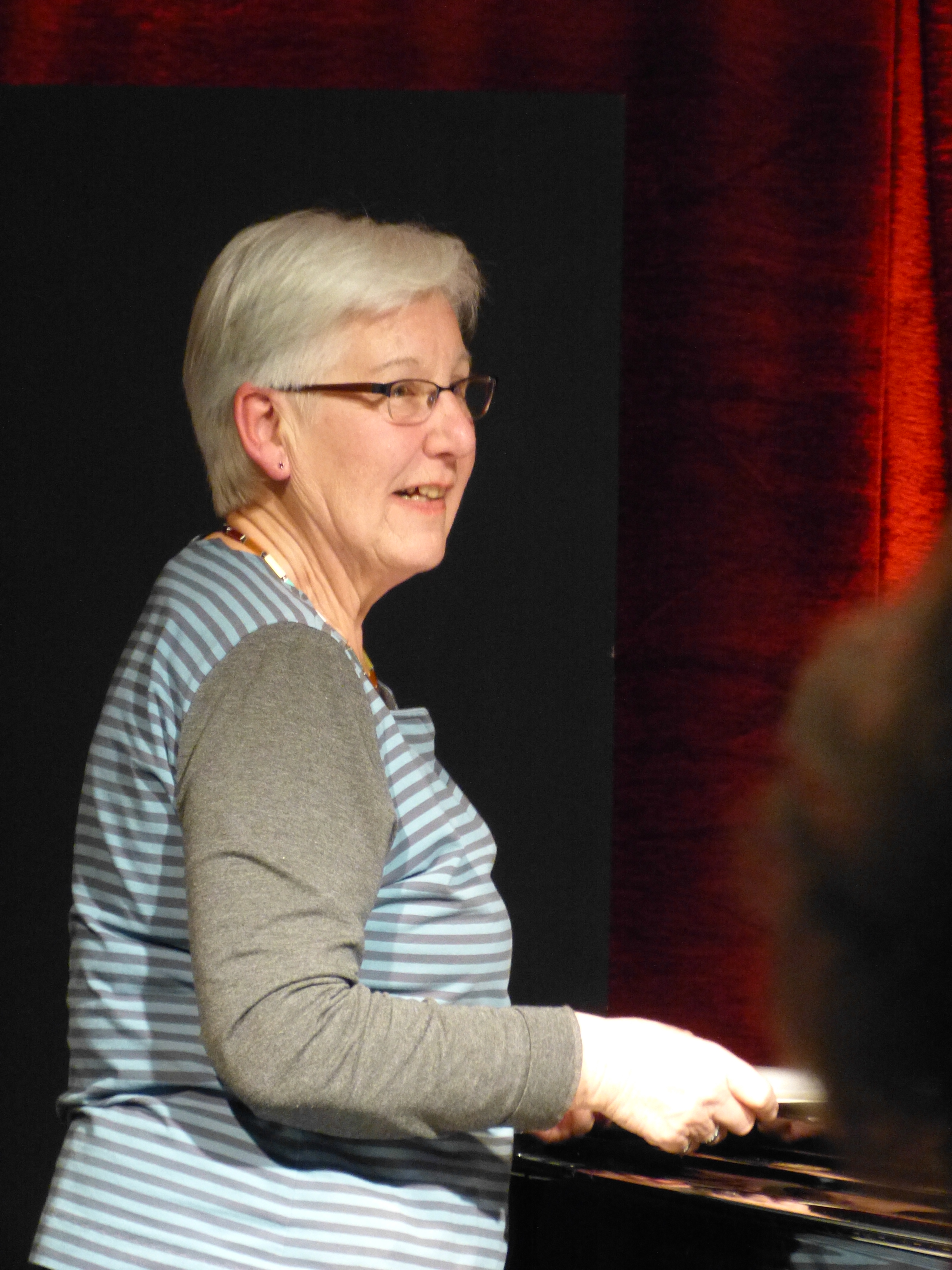
Irène Schweizer im Kölner Loft (2014)

Irène Schweizer (* 2. Juni 1941 in Schaffhausen; † 16. Juli 2024 in Zürich) war eine Schweizer Pianistin und Schlagzeugerin, die zu den Begründern des europäischen Free Jazz zählt. In ihrer eigenständigen, seit den frühen 1960er Jahren konsequent entwickelten Arbeit geht es um «eine frei improvisierende Spielweise, die Geräusche, perkussive Elemente, schnelle, teils mit den Armen angeschlagene Clusters und konventionellere Pianotechniken miteinander verbindet». Sie galt als «Europas erfahrenste Jazzpianistin».

## Leben und Wirken
Schweizer lernte als Kind Handorgel, befasste sich dann im Alter von zwölf Jahren zunächst autodidaktisch mit Klavier und Schlagzeug, bevor sie Unterricht bei einem Privatlehrer nahm. Als Vierzehnjährige spielte sie als Schlagzeugerin in einer Dixielandband. Nach dem Besuch einer Handelsschule verdiente sie ihren Lebensunterhalt als Sekretärin. 1958 wandte sie sich dem Modern Jazz zu und trat bis 1961 alljährlich mit den Modern Jazz Preachers beim Amateurfestival in Zürich auf, 1960 als Siegerin. Begegnungen mit Abdullah Ibrahim und den Blue Notes um Chris McGregor (im legendären Jazzcafé Africana in Zürich) und mit Cecil Taylor (1966) führten sie zum Free Jazz. Insbesondere mit ihrem Trio, dem seit 1963 der Schlagzeuger Mani Neumeier und der Bassist Uli Trepte (beide später bei Guru Guru), seit 1968 dann der Schlagzeuger Pierre Favre und der Bassist Peter Kowald angehörten, spielte sie auf vielen Festivals. Nach einer Epoche des Suchens, in der sie u. a. im Trio mit Buschi Niebergall und Allen Blairman auftrat, arbeitete sie ab 1973 mit dem Saxofonisten Rüdiger Carl zusammen, z. T. abermals zum Trio ergänzt mit dem südafrikanischen Schlagzeuger Louis Moholo. Ab 1976, als sie beim Jazz Festival Willisau einen spektakulären Erfolg feierte (Musical Monsters), gab sie auch Solo-Konzerte.
Schweizer liebte einerseits die völlig freie Improvisation, andrerseits finden sich in ihrer Musik auch Anklänge an traditionellere Formen und Kompositionen von Klassikern wie Thelonious Monk und Duke Ellington sowie an die südafrikanische Musik. Neben ihrer musikalischen Tätigkeit war sie schon früh als Feministin aktiv. Daher war sie um 1980 auch in der Feminist Improvising Group aktiv; das Trio Les Diaboliques mit Joëlle Léandre und Maggie Nicols reflektierte dies weiterhin. 1986 trat sie mit Louis Moholo auf (Irène Schweizer & Louis Moholo). In den 1990er Jahren arbeitete sie auch mit Marilyn Crispell, dem London Jazz Composers’ Orchestra und Co Streiff, dann auch im Trio mit Makaya Ntshoko und Omri Ziegele. Daneben war sie in der Schweizer Jazzszene wichtig als Organisatorin. So war sie an der Entstehung des Taktlos Festivals (Zürich) und des Labels Intakt Records wesentlich beteiligt. Ihr letztes, in Zusammenarbeit mit dem Schlagzeuger Hamid Drake entstandenes Album Celebration «legt einmal mehr Zeugnis ab von ihrem energischen und eigenständigen Personalstil».
Schweizer wohnte in Zürich-Aussersihl und kandidierte bei den Nationalratswahlen 2007 für die Alternative Liste. Sie bekannte sich als lesbisch und engagierte sich für Gleichberechtigung. Am 16. Juli 2024 starb sie nach langer Krankheit im Alter von 83 Jahren in Zürich.

## Preise und Auszeichnungen
Schweizer erhielt 1990 den Kulturpreis der Stadt Schaffhausen und 1991 den Kunstpreis der Stadt Zürich. Die Schweizer Regisseurin Gitta Gsell dokumentierte das Leben der Jazzmusikerin in einem abendfüllenden Film. 2013 wurde sie mit dem «Nachtigall 2013», dem Sonderpreis der deutschen Schallplattenkritik, ausgezeichnet. In der Laudatio wird «künstlerische und persönliche Integrität, ihr freundliches Wesen, ihre kreative Unruhe, ihr Organisationstalent, ihre Vielseitigkeit und ihre Präsenz in den verschiedensten Verbindungen und natürlich, über allem, ihre Entwicklung als Pianistin» gelobt; diese Eigenschaften «machten sie zu einer der spannendsten Figuren des Jazz». 2018 wurde sie sowohl mit dem Kulturpreis des Kantons Zürich 2018 als auch mit dem mit 100'000 Franken dotierten Schweizer Grand Prix Musik ausgezeichnet.

## Werke
Einen guten Einblick resp. Überblick in Irène Schweizers Schaffen geben die CDs
- Irène Schweizer: Portrait (Intakt CD 105 / 2005)
- Irène Schweizer – Hamid Drake: Celebration (Intakt 2020)

## Filme
- Irène Schweizer. Film von Gitta Gsell, 2005.[12]